# Lam Ara Cut
Lam Ara Cut is een bestuurslaag in het regentschap Aceh Besar van de provincie Atjeh, Indonesië. Lam Ara Cut telt 365 inwoners (volkstelling 2010).